# Luz Gabás
Maria Luz Gabás Ariño (født i 1968 i Monzón) er en spansk forfatter og politiker, opvokset i Huesca-dalen Benasque i det nordlige Spanien, hvor hun også har været borgmester. Efter at have boet et år i San Luis Obispo (Californien), studerede hun i Zaragoza, hvor hun havde hovedfag i engelsk filologi og senere opnåede professortitlen ved universitetet. 
Luz Gabás har i flere år kombineret sin universitetsundervisning med oversættelse, udgivelse af artikler, forskning i litteratur og lingvistik, deltagelse i kultur-, teater- og filmprojekter. 

## Forfatterskab
Siden 2007 har Luz Gábas udelukkende helliget sig et virke som forfatter. 
Palmer i Sneen (”Palmeras en la Nieve” forlag Temas de Hoy, 2012) af Luz Gábas er kommet ind på listen som en af de bedste nye romaner i Spanien. Den er ikke oversat til dansk, men filmatiseret i 2014 af Fernando Gómez Molinas. 
I sin seneste roman Regreso a tu piel (’Vend tilbage til din hud’) fra 2014, fortæller Luz Gábas dalens historie fra Nordspanien i det 16. århundrede; en grusom historie om hekseforfølgelser under inkvisitionen, men også en historie om urokkelig kærlighed trods ydre omstændigheder.